# Đồng phân hạt nhân
Đồng phân hạt nhân (tiếng Anh: isomer, gốc từ tiếng Hy Lạp: ἴσος ísos, bằng; và μέρος méros, phần) là một trạng thái siêu bền của hạt nhân nguyên tử gây ra bởi sự kích thích của một hoặc nhiều nucleon của nó (proton và neutron).
"Siêu bền" đề cập đến thực tế là những trạng thái kích thích có "thời gian bán hủy" (half life) lớn hơn 100-1000 lần so với chu kỳ bán rã của trạng thái hạt nhân kích thích bị phân rã với thời gian bán hủy "nhắc" ("prompt" half life, thường vào cỡ 10−12 giây). Kết quả là thuật ngữ "siêu bền" thường bị hạn chế để chỉ đồng phân với chu kỳ bán rã cỡ 10−9 sec hoặc lâu hơn. Một số nguồn văn liệu đề nghị là mức 5 × 10−9 sec để phân biệt thời gian bán hủy siêu bền với nửa thời gian sống "nhắc" khi bức xạ gamma bình thường .
Thời gian bán hủy cũng có thể dài hơn, vào cỡ phút, giờ, năm, hoặc trong trường hợp hiếm là của 180m
73Ta
 lâu đến mức không bao giờ quan sát được phân rã (ít nhất là 1015 năm). Đôi khi, sự phân rã gamma từ một trạng thái siêu bền được gọi bằng tên đặc biệt là quá trình chuyển đổi đồng phân, nhưng giữ nguyên bản chất sống lâu dài của đồng phân hạt nhân mẹ siêu bền. Quá trình này giống như phân rã gamma sống ngắn ngủi trong tất cả các khía cạnh bên ngoài.
Sụ tồn tại dài hơn của đồng phân hạt nhân (trạng thái siêu bền) ở mức độ lớn thường phụ thuộc sự thay đổi spin hạt nhân, mà việc phát tia gamma phải tuân theo để đạt đến trạng thái cơ bản. Thay đổi spin cao gây ra những phân rã này thuộc cái gọi là chuyển dời bị cấm (so-called forbidden transition), và do đó bị trì hoãn. Các nguyên do khác cho sự trễ trong phát xạ, chẳng hạn như năng lượng phân rã có sẵn là thấp hoặc cao, cũng như tác dụng của nửa thời gian sống.

## Lịch sử
Sự tồn tại của đồng phân hạt nhân được Frederick Soddy dự đoán vào năm 1917 . Sau đó năm 1921 Otto Hahn phát hiện đầu tiên khi nghiên cứu chuỗi phân rã urani, trong phân rã con là urani X2/urani Z, nay được gọi là {\displaystyle _{91}^{234m}{\hbox{Pa}}/_{91}^{234}{\hbox{Pa}}}, trong đó 234m
91Pa
 có chu kỳ bán rã 1,16 phút, còn 234
91Pa
 được phân biệt bởi thời gian bán hủy dài hơn 6,7 giờ .
Phát hiện mà Hahn sau này coi là một trong những điều quan trọng nhất của mình , đã đi trước thời đại của họ và chỉ được thừa nhận từ năm 1935 với việc phát hiện ra các ví dụ khác được chú ý nhiều hơn. Năm 1936 Carl Friedrich von Weizsäcker làm rõ các đồng phân hạt nhân là các trạng thái phân rã bị trì hoãn bởi thực tế là chúng phải phát ra bức xạ với động lượng quay đặc biệt lớn. Do các đồng phân lần đầu tiên chỉ được phát hiện trong các hạt nhân có trạng thái cơ bản không ổn định, tức là bởi thời gian bán hủy khác nhau của trạng thái cơ bản và đồng phân, phải đến năm 1939, các đồng phân mới được xác định là trạng thái ổn định (hoặc có nghĩa là ổn định), đầu tiên là 115
49In
.

## Hạt nhân

Các mức năng lượng của electron trong nguyên tử: trạng thái cơ bản (ground state) và các trạng thái kích thích (excited states). Sau khi hấp thụ năng lượng, một electron có thể nhảy từ trạng thái cơ bản lên một trạng thái kích thíchcó năng lượng cao hơn.

Hạt nhân không ở trạng thái kích thích thì tồn tại ở trạng thái năng lượng thấp nhất, được gọi là trạng thái cơ bản (ground state). Trong khi đó hạt nhân của một đồng phân hạt nhân tương ứng ở một trạng thái năng lượng cao hơn. Trong một trạng thái kích thích, một hoặc nhiều proton và/hoặc neutron trong hạt nhân chiếm một quỹ đạo hạt nhân năng lượng cao hơn nhiều so với một quỹ đạo hạt nhân năng lượng thấp hơn có sẵn. Những trạng thái này tương tự như trạng thái kích thích của các electron trong nguyên tử, với các mức năng lượng rời rạc xác định, còn gọi là "lượng tử hóa".
Khi trạng thái kích thích nguyên tử phân rã, năng lượng được phát ra bởi huỳnh quang, quá trình chuyển dời điện tử phát xạ ánh sáng ở gần dải nhìn thấy. Trong quá trình hạt nhân thì năng lượng liên kết cao hơn nhiều, sự phân rã các trạng thái kích thích hạt nhân phát xạ năng lượng cao hơn, ở dải tia gamma hoặc tia X. Ví dụ, một đồng phân hạt nhân thường sử dụng trong ứng dụng y tế khác nhau là 99m
43Tc
, phân rã với chu kỳ bán rã khoảng 6 giờ, phát ra photon năng lượng 140 keV, gần với năng lượng của X-quang trong y tế chẩn đoán.
Đồng phân hạt nhân có chu kỳ bán rã dài thì thực tế là phân rã gamma của chúng là "cấm", do cần đến một sự thay đổi lớn trong spin hạt nhân để phát ra một lượng tử gamma. Ví dụ, 180m
73Ta
 có spin -9, phân rã gamma đến 180
73Ta
 với spin của +1. Tương tự, 99m
43Tc
 có spin -1/2 và phải phân rã gamma đến 99
43Tc
 có spin +9/2.